# Mark Lee
Mark Charles Lee (Viroqua, 14 augustus 1952) is een voormalig Amerikaans ruimtevaarder. Lee zijn eerste ruimtevlucht was STS-30 met de spaceshuttle Atlantis en vond plaats op 4 mei 1989. Tijdens de missie werd de ruimtesonde Magellan gelanceerd.
Lee maakte deel uit van NASA Astronautengroep 10. Deze groep van 17 ruimtevaarders begon hun training in 1984 en had als bijnaam The Maggots.
In totaal heeft Lee vier ruimtevluchten op zijn naam staan. Tijdens zijn missies maakte hij in totaal vier ruimtewandelingen. In 2001 verliet hij NASA en ging hij als astronaut met pensioen. 